# هانز آسبرجر
هانز آسبرجر (بالألمانية: Hans Asperger)‏ (21 أكتوبر 1980 - 8 فبراير 1906) طبيب أطفال نمساوي وأستاذ طب. يعود له الفضل في دراسته الأولى على الاضطرابات النفسية وخاصة في الأطفال والتي لحد كبير لم يلحظ أحد أهمية دراساته باستثناء بضعة جوائز منحت له في فيينا في حين اكتسبت دراسته عن الاضطرابات النفسية شهرة عالمية بعد وفاته فقط. تجدد الاهتمام منذ الثمانينات بأعماله والتي أهمها إحدى اضطرابات طيف التوحد والتي سميت لاحقاً باسمه وعرفت بمتلازمة أسبرجر.

## الحياة الشخصية
ولد هانز في مزرعة خارج فيينا وكان الأكبر من بين اثنين من إخوته، كان لديه صعوبة في العثور على الأصدقاء وكان يعتبر وحيداً وكان موهوباً في اللغة؛ وعلى وجه الخصوص كان مهتماً بالشاعر النمساوي فرانس جريلبارتسر
آسبرجر درس الطب في جامعة فيينا على يد فرانز همبرغر  ومارس في مستشفى الأطفال الجامعي في فيينا. تخرج كدكتور في الطب في عام 1931 وأصبح مديرا لقسم التعليم الخاص في عيادة الأطفال في جامعة فيينا في 1932. تزوج في عام 1935 وله خمسة أبناء.

## الحياة العملية
خلال الحرب العالمية الثانية، كان موظف طبي يخدم في قوات المحور في كرواتيا؛ وتوفي شقيقة الأصغر في ستالينغراد. ومع قرب نهاية الحرب، فتح آسبرجر مدرسة للأطفال مع فيكتورين زاك ولكن المدرسة قصفت ودمرت وقتلت فيكتورين وفقد الكثير من العمل في وقت مبكر.
نشر آسبرجر تعريفاً للتوحد في 1944 والذي كانت مطابقاً تقريبًا مع تعريف نشر في وقت سابق لطبيبة الأعصاب الروسية سوخاريفا جرونيا (Груня Ефимовна Сухарева) في عام 1926. آسبرجر حدد في أربعة صبية نمط من السلوك والقدرات التي شملت «الافتقار إلى التعاطف، والقليل من القدرة على إقامة صداقات، الأحاديث الأحادية الجانبية، والحركات الغير متقنة (الغير رشيقة والبارعة)». آسبرجر لاحظ أن العديد من الأطفال التي عاينهم بالتوحد لهم القدرة على استخدام مواهبهم الخاصة في مرحلة البلوغ في مهن ناجحة. واحد منهم أصبح أستاذاً لعلم الفلك، وحل خطأ في معادلة نيوتن التي لاحظها أصلاً كطالب. وشخص آخر من المرضى هي الكاتبة النمساوية والحائزة على جائزة نوبل في الأدب إلفريده يلينيك.
في عام 1944، بعد نشر بحثه الذي يصف أعراض التوحد، وجد وظيفة في جامعة فيينا. وبعد وقت قصير من انتهاء الحرب، أصبح مديراً لعيادة للأطفال في المدينة. وقد عين رئيساً لطب الأطفال في جامعة فيينا ومكث لمدة عشرين عاماً.وأصبح أستاذاً فخرياً في عام 1977